# St. Ulrich (Nenzingen)

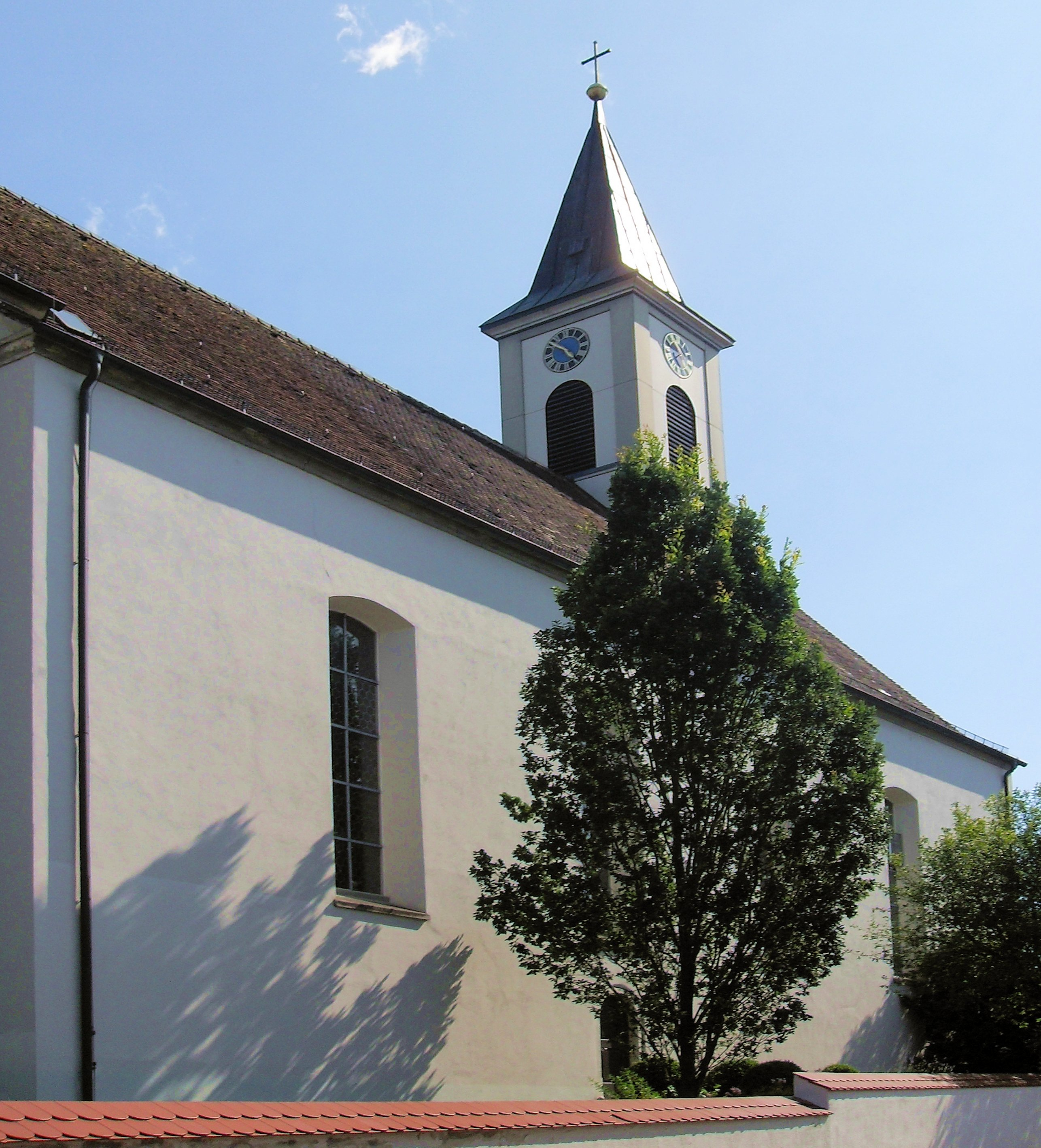
St. Ulrich in Nenzingen

Die römisch-katholische Pfarrkirche St. Ulrich steht im Ortsteil Nenzingen der Gemeinde Orsingen-Nenzingen im Landkreis Konstanz in Baden-Württemberg. Die Kirchengemeinde gehört zum Erzbistum Freiburg. Das Bauwerk ist beim Landesamt für Denkmalpflege Baden-Württemberg als Baudenkmal eingetragen.

## Beschreibung
Die 1719–22 gebaute barocke Saalkirche besteht aus einem Langhaus, einem eingezogenen, dreiseitig geschlossenen Chor im Osten und einem Kirchturm auf quadratischem Grundriss im Westen, dessen oberstes Geschoss die Turmuhr und den Glockenstuhl mit fünf Kirchenglocken beherbergt und mit einem vierseitigen Knickhelm bedeckt ist.
Zur Kirchenausstattung gehört ein Hochaltar, auf dessen Altarretabel Jesus Christus dargestellt ist. Die Statuen des heiligen Rochus und des heiligen Wendelin wurden 1748 von Joseph Anton Feuchtmayer aus der Martinskapelle in die Pfarrkirche umgesetzt, wo sie den Hochaltar flankierten.